# Bergön, Söderköpings kommun
Bergön är en ö i den norra delen av Sankt Anna skärgård, cirka 4 kilometer från närmaste fastland (Arkösund). Bergön är cirka 850 meter lång och 200 meter bred. På ön finns ett mindre vandrarhem.
På ön finns rester av kustartillerianläggningar som var i bruk mellan 1966 och 2016.